# Kabinet-Yoshida III
Het kabinet–Yoshida III (Japans: 第3次吉田内閣) was de regering van het Keizerrijk Japan van 16 februari 1949 tot 30 oktober 1952.

## Kabinet–Yoshida III (1949–1952)
| Ambtsbekleder                           | Ambtsbekleder     | Ambtsbekleder                            | Functie                                  | Ambtstermijn     | Ambtstermijn     | Partij |
| --------------------------------------- | ----------------- | ---------------------------------------- | ---------------------------------------- | ---------------- | ---------------- | ------ |
|                                         | Shigeru Yoshida   | Shigeru Yoshida 吉田茂 (1878–1967)       | Premier                                  | 15 oktober 1948  | 10 december 1954 | DLP    |
| Minister van Buitenlandse Zaken         | Shigeru Yoshida   | Shigeru Yoshida 吉田茂 (1878–1967)       | 30 april 1952                            | 15 oktober 1948  |                  | DLP    |
|                                         | Hayashi Joji      | Hayashi Joji 林譲治 (1889–1960)          | Vicepremier                              | 19 oktober 1948  | 13 maart 1951    | DLP    |
| Minister van Volksgezondheid en Welzijn | Hayashi Joji      | Hayashi Joji 林譲治 (1889–1960)          | 28 juni 1950                             | 19 oktober 1948  |                  | DLP    |
|                                         | Masuda Kaneshichi | Masuda Kaneshichi 増田甲子七 (1898–1985) | Secretaris- generaal                     | 16 februari 1949 | 30 oktober 1952  | JDP    |
|                                         | Hayato Ikeda      | Hayato Ikeda 池田勇人 (1899–1965)        | Minister van Financiën                   | 16 februari 1949 | 30 oktober 1952  | DLP    |
|                                         | Shunkichi Ikeda   | Shunkichi Ikeda 殖田俊吉 (1890–1960)     | Minister van Justitie                    | 7 november 1948  | 28 juni 1950     | O      |
|                                         | Takeo Ohashi      | Takeo Ohashi 大橋武夫 (1904–1981)        | Minister van Justitie                    | 28 juni 1950     | 25 december 1951 | DLP    |
|                                         | Tokutaro Kimura   | Tokutaro Kimura 木村篤太郎 (1886–1981)   | Minister van Justitie                    | 25 december 1951 | 30 oktober 1952  | DLP    |
|                                         |                   | Heitaro Inagaki 稲垣平太郎 (1888–1976)   | Minister van Economische Zaken           | 16 februari 1949 | 28 juni 1950     | DLP    |
|                                         |                   | Ryu Yokoo 横尾龍 (1883–1957)             | Minister van Economische Zaken           | 28 juni 1950     | 4 juli 1951      | DLP    |
|                                         | Ryutaro Takahashi | Ryutaro Takahashi 高橋龍太郎 (1875–1967) | Minister van Economische Zaken           | 4 juli 1951      | 30 oktober 1952  | DLP    |
|                                         | Hayashi Joji      | Hayashi Joji 林譲治 (1889–1960)          | Minister van Volksgezondheid en Welzijn  | 19 oktober 1948  | 28 juni 1950     | DLP    |
|                                         |                   | Takeo Kurokawa 黒川武雄 (1893–1975)      | Minister van Volksgezondheid en Welzijn  | 28 juni 1950     | 4 juli 1951      | DLP    |
|                                         | Ryugo Hashimoto   | Ryugo Hashimoto 橋本龍伍 (1906–1962)     | Minister van Volksgezondheid en Welzijn  | 4 juli 1951      | 18 januari 1952  | DLP    |
|                                         |                   | Keiichi Yoshitake 吉武恵市 (1903–1988)   | Minister van Volksgezondheid en Welzijn  | 18 januari 1952  | 30 oktober 1952  | DLP    |
|                                         |                   | Masafumi Suzuki 鈴木正文 (1899–1978)     | Minister van Arbeid                      | 16 februari 1949 | 28 juni 1950     | DLP    |
|                                         | Shigeru Hori      | Shigeru Hori 保利茂 (1901–1979)          | Minister van Arbeid                      | 28 juni 1950     | 25 december 1951 | DLP    |
|                                         |                   | Keiichi Yoshitake 吉武恵市 (1903–1988)   | Minister van Arbeid                      | 25 december 1951 | 30 oktober 1952  | DLP    |
|                                         | Sotaro Takase     | Sotaro Takase 高瀬荘太郎 (1892–1965)     | Minister van Onderwijs                   | 16 februari 1949 | 28 juni 1950     | DLP    |
|                                         | Teisuke Amano     | Teisuke Amano 天野貞祐 (1884–1980)       | Minister van Onderwijs                   | 28 juni 1950     | 12 augustus 1952 | O      |
|                                         | Sotaro Takase     | Sotaro Takase 岡野清豪 (1890–1981)       | Minister van Onderwijs                   | 12 augustus 1952 | 20 mei 1953      | DLP    |
|                                         | Shinzo Oja        | Shinzo Oja 大屋晋三 (1894–1980)          | Minister van Transport en Infrastructuur | 16 februari 1949 | 28 juni 1950     | DLP    |
|                                         | Takeshi Yamazaki  | Takeshi Yamazaki 山崎猛 (1886–1957)      | Minister van Transport en Infrastructuur | 28 juni 1950     | 25 december 1951 | DLP    |
|                                         | Giichi Murakami   | Giichi Murakami 村上義一 (1885–1974)     | Minister van Transport en Infrastructuur | 25 december 1951 | 30 oktober 1952  | DLP    |

Yoshida I ·
Katayama ·
Ashida ·
Yoshida II ·
Yoshida III ·
Yoshida IV ·
Yoshida V ·
I. Hatoyama I ·
I. Hatoyama II ·
I. Hatoyama III ·
Ishibashi ·
Kishi I ·
Kishi II ·
Ikeda I ·
Ikeda II ·
Ikeda III ·
Sato I ·
Sato II ·
Sato III ·
K. Tanaka I ·
K. Tanaka II ·
Miki ·
T. Fukuda ·
Ohira I ·
Ohira II ·
Suzuki ·
Nakasone I ·
Nakasone II ·
Nakasone III ·
Takeshita ·
Uno ·
Kaifu I ·
Kaifu II ·
Miyazawa ·
Hosokawa ·
Hata ·
Murayama ·
Hashimoto I ·
Hashimoto II ·
Obuchi ·
Mori I ·
Mori II ·
Koizumi I · 
Koizumi II ·
Koizumi III ·
Abe I ·
Y. Fukuda ·
Aso ·
Y. Hatoyama ·
Kan ·
Noda ·
Abe II ·
Abe III ·
Abe IV ·
Suga ·
Kishida I ·
Kishida II